# Pagadian
Pagadian là thành phố thủ phủ của tỉnh Zamboanga del Sur, và cũng là trung tâm vùng của Bán đảo Zamboanga tại Philippines. Đây là một thành phố hạng hai, và là thành phố lớn thứ nhì trong vùng. Theo điều tra nhân khẩu năm 2015 thì thành phố có 199.060 cư dân.
Pagadian lúc đầu là một điểm dừng chân của các thương nhân trên đường giữa thành Zamboanga và các đô thị lớn khác. Khu vực sở hữu vịnh biển được che chắn, và có ngư trường tốt song không phải là một địa điểm lý tưởng để lập nên một thành phố do địa hình dốc. Trong tiến trình lịch sử, có nhiều làn sóng di cư đến thành phố.
Pagadian nằm ở rìa đông bắc của vùng Tây Mindanao, giáp với vịnh Illana. Thành phố giáp với các khu tự quản Tigbao và Dumalinao ở phía tây nam, Lakewood ở phía tây, Labangan ở phía đông và đông bắc, và Midsalip ở phía bắc.
Cư dân Pagadian được phân loại thành ba nhóm chính, chủ yếu dựa trên tín ngưỡng và di sản: Người Subanon sống tại khu vực trước khi Hồi giáo truyền bá đến Mindanao; các di dân Hồi giáo (Bangsamoro) đến từ những nơi khác của Mindanao; các di dân Cơ Đốc giáo chủ yếu đến từ Visayas và Luzon. Phần lớn người Pagadian nói tiếng Cebu. Ngôn ngữ quốc gia Filipino được hiểu rộng rãi và là ngôn ngữ mẹ đẻ của một thiểu số cư dân. Giống ngư những nơi khác tại Philippines, tiếng Anh được hiểu rộng rãi và là ngôn ngữ chính yếu trong kinh doanh.

## Barangays
Thành phố được chia thành 54 barangay, trong đó có 14 đơn vị được phân loại là đô thị.
Đô thị
- Balangasan
- Dumagoc
- Gatas
- Kawit
- Lumbia
- San Francisco
- San Pedro
- Santa Lucia
- Santa Maria
- Santiago
- Santo Niño
- Tiguma
- Tuburan

Nông thôn
- Alegria
- Balintawak
- Baloyboan
- Banale
- Bogo
- Bomba
- Buenavista
- Bulatok
- Bulawan
- Camalig
- Dampalan
- Danlugan
- Dao
- Datagan
- Deborok
- Ditoray
- Gubac
- Gubang
- Kagawasan
- Kahayagan
- Kalasan
- La Suerte
- Lala
- Lapidian
- Lenienza
- Lison Valley
- Lourdes
- Lower Sibatang
- Lumad
- Macasing
- Manga
- Muricay
- Napolan
- Palpalan
- Pedulonan
- Poloyagan
- Tawagan Sur
- Tulangan
- Tulawas
- Upper Sibatang
- White Beach